# Токопілья (провінція)
Провінція Токопілья (ісп. Provincia de Tocopilla) — провінція у Чилі у складі області Антофагаста. Адміністративний центр — Токопілья.
Провінція адміністративно розділена на 2 комуни.
Площа території провінції — 16 236 км². Населення — 31 516 чоловік. Щільність населення — 1,94 осіб/км².

## Географія
Провінція розташована на північному заході області Антофагаста.
Провінція межує:
- На півночі — з провінціями Тамаругаль і Ікіке;
- На сході — з провінцією Ель-Лоа;
- На півдні — з провінцією Антофагаста.

На заході територія провінції виходить до узбережжя Тихого океану.

## Адміністративний устрій
Провінція включає 2 комуни:
- Токопілья. Адміністративний центр — Токопілья.
- Марія-Елена. Адміністративний центр — Марія-Елена.

## Демографія
Згідно з відомостями, зібраними у ході перепису 2002 року. Національним інститутом статистики (INE), населення провінції становить:
| Все населення | 31 516 осіб | 100 % |
| ------------- | ----------- | ----- |
| Міське        | 30 764      | 97,61 |
| Сільське      | 752         | 2,39  |
| Чоловіки      | 16 348      | 51,87 |
| Жінки         | 15168       | 48,13 |

Щільність населення — 1,94 чол/км². Населення провінції у відсотках до населення області — 13,19 % і 0,21 % до населення країни.

## Найбільші населені пункти
| № | Населений пункт | Категорія | Населення осіб (2002) | Чоловіче населення осіб | Жіноче населення осіб | Територія км² |
| - | --------------- | --------- | --------------------- | ----------------------- | --------------------- | ------------- |
| 1 | Токопілья       | місто     | 23352                 | 11533                   | 11819                 | 7             |
| 2 | Марія-Елена     | місто     | 7412                  | 4234                    | 3178                  | 1,52          |